# Mnet
Mnet (zkratka společnosti Music Network) je jihokorejská kabelová televizní stanice, který vlastní společnost CJ E&M, divize společnosti CJ ENM, která je součástí skupiny CJ Group.
CJ E&M Center se nachází v Sangam-dongu, Mapo-gu, v Soulu, je vysílacím a záznamovým střediskem mnoha programů Mnet se studiovým publikem, konkrétně živou týdenní hudební show M Countdown. Je to také místo pro živá vystoupení v přehlídkách přežití, jako jsou Superstar K, Show Me the Money, Unpretty Rapstar, Produce 101 (sezóna jedna a dvě), Idol School, Produce 48 a Produce X 101.